# تالووپادو
تالووپادو (به لاتین: Thaalvupadu) یک منطقهٔ مسکونی در سری‌لانکا است که در استان شمالی (سری‌لانکا) واقع شده‌است.